# Konstantinos Dovas
Konstantinos Dovas, in greco Κωνσταντίνος Δόβας (Konitsa, 20 dicembre 1898 – Atene, 24 luglio 1973), è stato un generale greco, primo ministro ad interim della Grecia dal 20 settembre al 4 novembre 1961.
Dopo aver terminato gli studi all'Accademia militare partecipa alla guerra civile greca.
Nel 1954 diventa Capo di Stato maggiore e il 25 marzo 1955 firma un accordo con la CIA per la creazione di una forza speciale, chiamata “Sheepskin” che successivamente diventerà la componente greca della struttura segreta Gladio.